# チクラーナ・デ・セグーラ
チクラーナ・デ・セグーラ（Chiclana de Segura）は、スペイン・アンダルシア州ハエン県のムニシピオ（基礎自治体）。

## 地理
エル・コンダード地区（El Condado）の東部に位置し、県内のシエラ・デ・セグーラ地区（Sierra de Segura）とシウダ・レアル県と境界を接する。
チクラーナ・デ・セグーラの領域の北部3分の2は森林で、南部はオリーブ林となっている。この地の経済活動は農業、牧畜業と狩猟、そして林業である。

### 人口
| チクラーナ・デ・セグーラの人口推移 1900－2010         |
|                                                       |
| 出典:INE（スペイン国立統計局）1900年–1991年、1996年 - |

## 歴史
この地の集落の起源はイスラム教徒時代にさかのぼると考えられている。1226年にキリスト教徒によって再征服された。その後19世紀までサンティアゴ騎士団に属していた。

## 政治
自治体首長はアンダルシーア社会労働党（Partido Socialista Obrero Español de Andalucía）のサンティアーゴ・ロドリゲス・ジェステ（Santiago Rodríguez Yeste）で、自治体評議員はアンダルシーア社会労働党：7、アンダルシーア国民党（Partido Popular Andaluz）：2となっている（2011年5月22日の自治体選挙結果、得票順）。
| 1999年6月13日自治体選挙 |        |        |          |
| 政党                    | 得票数 | 得票率 | 獲得議席 |
| PP-A                    | 447    | 49.78% | 5        |
| PSOE-A                  | 293    | 32.63% | 3        |
| FADI-CI                 | 154    | 17.15% | 1        |

| 2003年5月25日自治体選挙 |        |        |          |
| 政党                    | 得票数 | 得票率 | 獲得議席 |
| PP-A                    | 461    | 51.11% | 5        |
| PSOE-A                  | 431    | 47.78% | 4        |

| 2007年5月27日自治体選挙 |        |        |          |
| 政党                    | 得票数 | 得票率 | 獲得議席 |
| PSOE-A                  | 464    | 52.31% | 5        |
| PP-A                    | 423    | 47.69% | 4        |

| 2011年5月22日自治体選挙 |        |        |          |
| 政党                    | 得票数 | 得票率 | 獲得議席 |
| PSOE-A                  | 555    | 70.52% | 7        |
| PP-A                    | 224    | 28.46% | 2        |

### 司法行政
チクラーナ・デ・セグーラはビジャカリージョ司法管轄区に属す。

## 姉妹都市
- チクラーナ・デ・ラ・フロンテーラ、スペイン
- キウーザ・スクラーファニ、イタリア